# Gabriela Olărașu
Gabriela Olărașu (z domu Stanciu, ur. 7 listopada 1964) – rumuńska szachistka, arcymistrzyni od 1997 roku. W czasie swojej kariery występowała również pod nazwiskiem Stanciu-Olărașu.

## Kariera szachowa
W 1984 r. zdobyła w Katowicach tytuł wicemistrzyni Europy juniorek do 20 lat. Należała już wówczas do ścisłej czołówki rumuńskich szachistek. Wielokrotnie uczestniczyła w finałach indywidualnych mistrzostw Rumunii, zdobywając 14 medali: 6 złotych (1988, 1989 – wspólnie z Cristiną Foișor, 1993, 1996, 1999, 2003), 4 srebrne (1984, 1985, 199,5 2004) i 4 brązowe (1987, 1994, 2001, 2002).
Wielokrotnie reprezentowała Rumunię w turniejach drużynowych, m.in.:
- ośmiokrotnie na olimpiadach szachowych (w latach 1984, 1986, 1988, 1990, 1996, 1998, 2002, 2004); trzykrotna medalistka: wspólnie z drużyną – dwukrotnie srebrna (1984, 1986) oraz indywidualnie – złota (1986 – na IV szachownicy)[2],
- na drużynowych mistrzostwach Europy (w roku 2005)[3],
- czterokrotnie na drużynowych mistrzostwach Bałkanów (w latach 1981, 1982, 1993, 1994); trzykrotna medalistka: wspólnie z drużyną – trzykrotnie srebrna (1981, 1982, 1993)[4].

Do sukcesów Gabrieli Olărașu w turniejach międzynarodowych należą m.in.: I m. w Bukareszcie (1997), dz. IV m. w Sélestat (2000, wspólnie z m.in. Władimirem Bagirowem i Iwanem Radułowem), dz. I m. w Zadarze (2004, wspólnie z Emilią Dżingarową), dz. I m. w Belgradzie (2005, wspólnie z m.in. Iriną Czeluszkiną, Swietłaną Pietrenko i Ljilją Drljević), dz. I m. w Sofii (2006, wspólnie z Aną Benderac) oraz dz. III m. w La Fère (2006, za Giorgi Bagaturowem i Hugo Tirardem, wspólnie z m.in. Yannickiem Gozzoli, Władysławem Niewiedniczym i Dragoșem Dumitrache).
Najwyższy ranking w karierze osiągnęła 1 lipca 2000 r., z wynikiem 2373 punkty dzieliła wówczas 56-57. miejsce (wspólnie z Nino Gurieli) na światowej liście FIDE, jednocześnie zajmując 3. miejsce (za Coriną Peptan i Cristiną Foișor) wśród rumuńskich szachistek.